# Torrent de la Teuleria de Sau
El torrent de la Teuleria de Sau és un torrent que discorre pel terme municipal de Santa Maria d'Oló, a la comarca del Moianès.